# Rosa 'La France'
'La France' (el nombre de la obtención registrada de 'La France'® ), es un cultivar de rosa que fue conseguido en Francia en 1867 por el rosalista francés Jean-Baptiste André (fils) Guillot.
Este cultivar está considerado el primer híbrido de té del mundo y marca la transición entre dos épocas, la de las rosas antiguas de jardín y las rosas modernas. Sin embargo, esta consideración va a ser establecida retrospectivamente y de forma un tanto arbitraria. Esta nueva rosa combina la abundancia de flores y la remontancia de los híbridos perpetuos y la belleza de las flores y las hojas de las rosas de té.

## Descripción
'La France' es la primera rosa moderna de jardín cultivar del grupo Híbrido de té.
El cultivar procede de planta de semillero de 'Madame Falcot'.
Las formas arbustivas del cultivar tienen porte erguido y alcanza de 90 a 150 cm de alto con 90 cm de ancho. Las hojas son de color verde oscuro y semibrillante.
Sus delicadas flores de color rosa ligero. Fragancia fuerte. Rosa de diámetro medio de 3.5". Con 60 pétalos grandes, completos. La flor doble de 26 a 40 pétalos, generalmente en flor solitaria centrada alta con forma globular. La cabeza de la flor gacha o en forma de flor de "cuello débil". 
Florece en oleadas a lo largo de la temporada. Primavera o verano son las épocas de máxima floración, si se le hacen podas más tarde tiene después floraciones dispersas.

## Origen
El cultivar fue desarrollado en Francia por el prolífico rosalista francés Jean-Baptiste André (fils) en 1867. 'La France' es una rosa híbrida triploide con ascendentes parentales de planta de semillero de 'Madame Falcot'.
La Obtención fue registrada bajo el nombre cultivar de 'La France'® por Jean-Baptiste André (fils) Guillot en 1867 y se le dio el nombre comercial de exhibición 'La France'™.
- La rosa fue conseguida por Jean-Baptiste André (fils) Guillot en Francia antes de 1867 e introducida en el resto de Francia en 1867 como 'La France'.[1]

Este híbrido ha estado descrito como un cruzamiento accidental entre un rosal híbrido perpetuo 'Madame Victor Verdier', y uno de té, 'Madame Bravy' o 'Madame Falcot'. Sin embargo, no existe ningún documento que pruebe estas aseveraciones y existen diversas opiniones sobre el tema. Guillot Fils creía que se trataba de una plántula de 'Mme. 

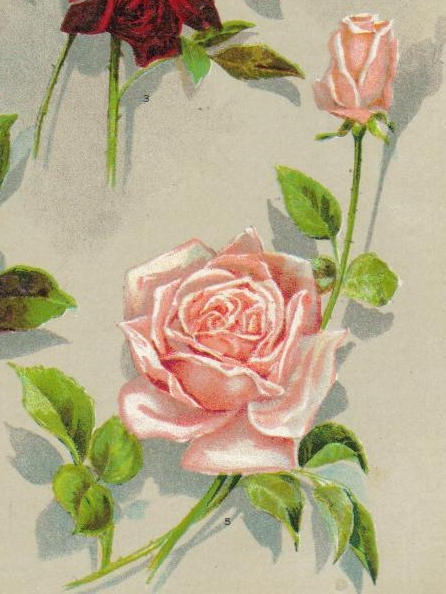
Pintura del cultivar de rosa 'La France' en "New International Encyclopedia", 1902.
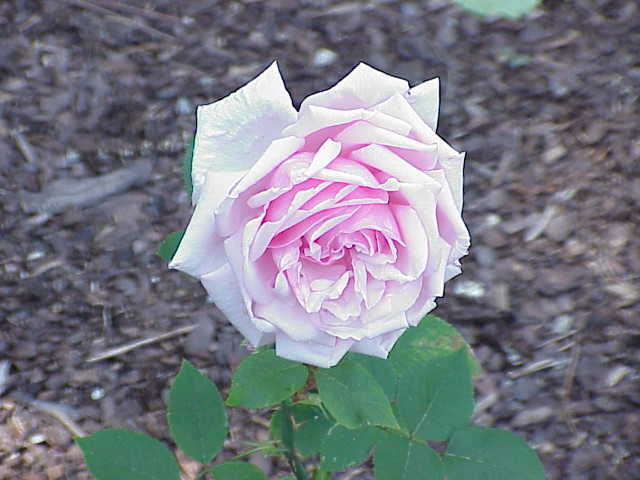
'La France'

## Cultivo
Aunque las plantas están generalmente libres de enfermedades, es posible que sufran de punto negro en climas más húmedos o en situaciones donde la circulación de aire es limitada.
Las plantas toleran la sombra, a pesar de que se desarrollan mejor a pleno sol. En América del Norte son capaces de ser cultivadas en USDA Hardiness Zones 7b a más cálida. La resistencia y la popularidad de la variedad han visto generalizado su uso en cultivos en todo el mundo.
Puede ser utilizado para las flores cortadas, jardín o columnas. Vigorosa. En la poda de Primavera es conveniente retirar las cañas viejas y madera muerta o enferma y recortar cañas que se cruzan. En climas más cálidos, recortar las cañas que quedan en alrededor de un tercio. En las zonas más frías, probablemente hay que podar un poco más que eso. Requiere protección contra la congelación de las heladas invernales.